# Nomada gillettei
Nomada gillettei är en biart som beskrevs av Cockerell 1905. Nomada gillettei ingår i släktet gökbin, och familjen långtungebin. Inga underarter finns listade i Catalogue of Life.